# Xã Grosse Ile, Michigan
Xã Grosse Ile (tiếng Anh: Grosse Ile Township) là một xã thuộc quận Wayne, tiểu bang Michigan, Hoa Kỳ. Năm 2010, dân số của xã này là 10.371 người.